# Spirama capitulifera
Spirama capitulifera là một loài bướm đêm trong họ Erebidae.